# Piraten Jack
Piraten Jack var en kortvarigt komisk tegnefilmsserie, der startede den 16. september 1998. Der blev kun lavet 13 episoder og serien stoppede allerede året efter i 1999. På amerikansk og dansk tv blev serien vist på Fox Kids og blev instrueret af Jeff DeGrandis og Bill Kopp. 

## Handling
Serien handlede om eventyrerne, om den meget mislykkede og kujonsagtie pirat Jack, der konstant benægtede sine fejltagelser, og aldrig var i tvivl om sine ejne idéer og hans slørede intelligente antropomorfiske rotte sidekick Snuck, som de sejlede på de syv have på deres skib Søkyllingen (Sea Chicken). Sammen kom de ud på sindssyge og overnaturlige eventyr, med en masse farlige forhindringer. Det endte næsten altid med at Snuck måtte rede Jack ud af kniberne.

## Reference
Ofte noteret af fans og seere var, at det mindede meget om BBC serien Den Sorte Snog (Blackadder). Hovedpersonen Jack mindede meget om Edmund Blackadder og Snuck om Baldrick og havde næsten identiske replikker fra serien.

## Stemmer
På den amerikanske version, var det instruktøren Bill Kopp selv, der lagde stemme til Piraten Jack, mens skuespilleren Jess Harnell lagde stemme til Snuck. 
På den danske version var det Troels Walther, der lagde stemme til dem begge to, ligesom han også instruerede samtlige afsnit.